# Los propios dioses
Los propios dioses es una novela de ciencia ficción publicada en el año 1972 por Isaac Asimov. Esta novela recibió los premios Hugo, Locus y Nebula.
El título de la novela, así como de cada una de sus tres partes, fueron tomados de la frase «Contra la estupidez, los propios dioses luchan en vano», de la cita original «Mit der Dummheit kämpfen Götter selbst vergebens», de la obra de teatro «La doncella de Orleans» de Friedrich Schiller (1759-1805).
Originalmente fue publicada en revistas como tres historias consecutivas.

## Argumento
Esta novela se divide en tres secciones ubicadas en diferentes tiempos y lugares, incluso en dos universos diferentes. La trama principal es una conspiración de alienígenas que habitan un universo paralelo moribundo, con el propósito de convertir el Sol en una supernova y poder colectar la energía resultante para su propio uso y continuidad de su forma de vida.
Asimov declaró que la novela, sobre todo la segunda parte, fue su mejor obra jamás producida.

### Primera parte:Contra la estupidez...
La primera parte se desarrolla en la Tierra, donde un proceso de transferencia de energía (electrones y positrones) entre universos se realiza para obtener energía barata y en grandes cantidades. El joven físico idealista Peter Lamont descubre que dicho proceso conlleva resultados colaterales indeseables que ponen en riesgo al Sol y en consecuencia la vida en el Sistema Solar. Sus intentos de advertir sobre el peligro son totalmente ignorados por el "padre" del invento, un radioquímico de tercera fila.

### Segunda parte:...Los propios dioses...
La segunda parte toma lugar en el universo paralelo. Allí, una especie alienígena cuenta con tres sexos, cada uno con roles definidos bastante rígidos, el racional (izquierdo), el paternal (derecho) y la emocional (central).
Al ser de forma etérea pueden co-penetrar (ocupando el mismo lugar en el espacio) a los demás de su especie, principalmente con motivos sexuales. Se alimentan de energía solar en un universo donde su sol envejece y cada vez hay menos estrellas, y menos de ellos mismos.
Existe una segunda forma de vida alien, los "Duros", quienes al ser físicamente corpóreos son los únicos que poseen acceso a tecnología y manipulación de materiales, y quienes ofrecen su única esperanza, un nuevo invento, "comida" fabricada, energía obtenida directamente de un universo paralelo, el nuestro. Lamentablemente es muy poca, así que deciden convertir nuestro Sol en una supernova para obtener mayores cantidades y así garantizar su propia supervivencia. La joven emocional Dua descubre el complot y lucha en contra del régimen establecido.

### Tercera parte:...¿Luchan en vano?
La tercera parte transcurre en una sojuzgada Luna con ánimos independentistas de la Tierra. Donde el estudioso de la parafísica, Denison, encuentra una solución al problema que pone en riesgo la supervivencia de la humanidad.